# HeForShe
HeForShe è una campagna di solidarietà in favore dell'eguaglianza creata da UN Women. L'obiettivo è di coinvolgere ragazzi e uomini nella lotta contro la discriminazione femminile. Basata sull'idea che l'uguaglianza di genere è una questione che affligge tutte le persone a livello sociale, economico e politico, la campagna tende a rendere partecipe uomini e ragazzi in un movimento che era inizialmente concepito come una lotta di donne per le donne.
Sul sito internet è presente una mappa che, tramite l'uso della geolocalizzazione, conta il numero di uomini e ragazzi che globalmente hanno preso parte alla campagna. Il sito internet include inoltre piani di impegno per agenzie UN, istituzioni civili e individuali.
"All'inizio abbiamo chiesto ' Agli uomini interessa l'eguaglianza di genere? ' e abbiamo scoperto che a loro importa", ha detto Elizabeth Nyamayaro, senior advisor del direttore esecutivo di UN Women e ideatrice della campagna twitter #HeForShe.

## Storia
Il 20 settembre 2014 si è tenuto un evento speciale per il lancio della campagna HeForShe presso l'ufficio delle Nazioni Unite a New York. L'ambasciatrice della UN Women Emma Watson tiene un discorso riguardo al suo cammino verso il femminismo e invita gli uomini a partecipare e promuovere la lotta all'eguaglianza di genere. Questo discorso è circolato via internet in tutto il mondo.
All'evento, UN Women chiede la mobilitazione di 100.000 uomini per la campagna, obiettivo raggiunto in soli 3 giorni. Gli attori Matt Damon, Tom Hiddleston e Kerem Bürsin, l'alto ufficiale António Guterres e l'ex presidente americano Barack Obama sono solo alcune delle personalità maschili di spicco che si sono rese partecipi dell'iniziativa.

### Supporto delle Università
Numerose università nel mondo hanno sostenuto la campagna HeForShe, tra cui l'Università Nazionale Autonoma del Messico (UNAM), da sempre impegnata nella promozione della parità di genere. Attraverso HeForShe, l'UNAM ha organizzato eventi in cui uomini e donne hanno collaborato per sviluppare innovazioni e ha creato forum per condividere esperienze di discriminazione e soluzioni. Inoltre, grazie a una piattaforma online, l'università continua a coinvolgere le donne, con particolare attenzione al settore tecnologico.
Il lavoro di UNAM, e di altre organizzazioni territoriali, ha aiutato la posizione del Messico come Paese con un'alta presenza di donne ingegneri.
A livello globale, i rettori e direttori delle Università che hanno aderito all'iniziativa:
- Brasile: Università di San Paolo
- Canada: Università di Waterloo
- Francia: Sciences Po
- Giappone: Università di Nagoya
- Hong Kong: Università di Hong Kong
- Regno Unito: Università di Leicester e Università di Oxford
- Stati Uniti d'America: Università di Georgetown e Stony Brook University
- Sudafrica: Università del Witwatersrand, Johannesburg

### Emma Watson Live su Facebook per la Giornata internazionale della donna
Per celebrare la giornata internazionale della donna, l'8 marzo 2015 Emma Watson ha tenuto un video Q&A su Facebook per rispondere alle domande che le venivano poste a riguardo dell'eguaglianza di genere. All'evento hanno partecipato 120 persone ed è stato seguito da milioni in tutto il mondo.

### Critiche
Malgrado la campagna HeForShe abbia ricevuto un ampio supporto e approvazione, ha ricevuto anche diverse critiche.
Alcuni si sono espressi dicendo che la campagna - ed in particolare il nome - non comprende gli individui che soffrono maggiormente della discriminazione di genere, ovvero i genderqueer. Altri dichiarano che la campagna è essa stessa sessista perché sostiene gli stereotipi di genere che denuncia. La critica verte sul fatto che il nome "He For She" (Lui Per Lei) implica il bisogno della forza maschile per difendere la donna più sensibile e vittima. Un'altra critica sostiene che la campagna è gestita da donne privilegiate delle Nazioni Unite che non devono patire le battaglie della discriminazione di genere che reprimono coloro che le subiscono realmente.